# Anastrepha pallidipennis
Anastrepha pallidipennis är en tvåvingeart som beskrevs av Greene 1934. Anastrepha pallidipennis ingår i släktet Anastrepha och familjen borrflugor. Inga underarter finns listade i Catalogue of Life.